# Euphyia promptata
Euphyia promptata är en fjärilsart som beskrevs av Walker 1862. Euphyia promptata ingår i släktet Euphyia och familjen mätare. Inga underarter finns listade i Catalogue of Life.